# Scottova letecká základna
Scottova letecká základna (anglicky Scott Air Force Base; kód IATA je BLV, kód ICAO KBLV, kód FAA LID BLV) je vojenská letecká základna letectva Spojených států amerických nacházející se v blízkosti města Belleville ve státě Illinois.
Je domovskou základnou 375. křídla vzdušné přepravy (375th Air Mobility Wing), 932. transportního křídla (932d Airlift Wing) Velitelství leteckých záloh a 126. tankovacího křídla (126th Air Refueling Wing) Letecké národní gardy (Air National Guard). Ranveje základny jsou využívány i civilními letadly z přidruženého letiště MidAmerica St. Louis Airport, takže se de facto jedná o vojensko-civilní letiště. Na Scottově základně navíc sídlí významné jednotky a velitelství amerického letectva, mezi něž patří například: Velitelství vzdušné přepravy (AMC), 18. letecká armáda, Centrum globální logistické podpory (AFGLSC) nebo Surface Deployment and Distribution Command.
Základna vznikla v roce 1917, již 20. července téhož roku byla pojmenována na počest Franka S. Scotta, desátníka Armády Spojených států, který se roku 1912 stal první obětí letecké nehody v historii amerických Ozbrojených sil.